# Kim Evey
Donna Kim Evey (* 1. Dezember 1968 in Seoul) ist eine amerikanische Schauspielerin, Produzentin und Comedian. Unter anderem war sie Produzentin der Webserien Gorgeous Tiny Chicken Machine Show und The Guild an der Seite von Felicia Day.

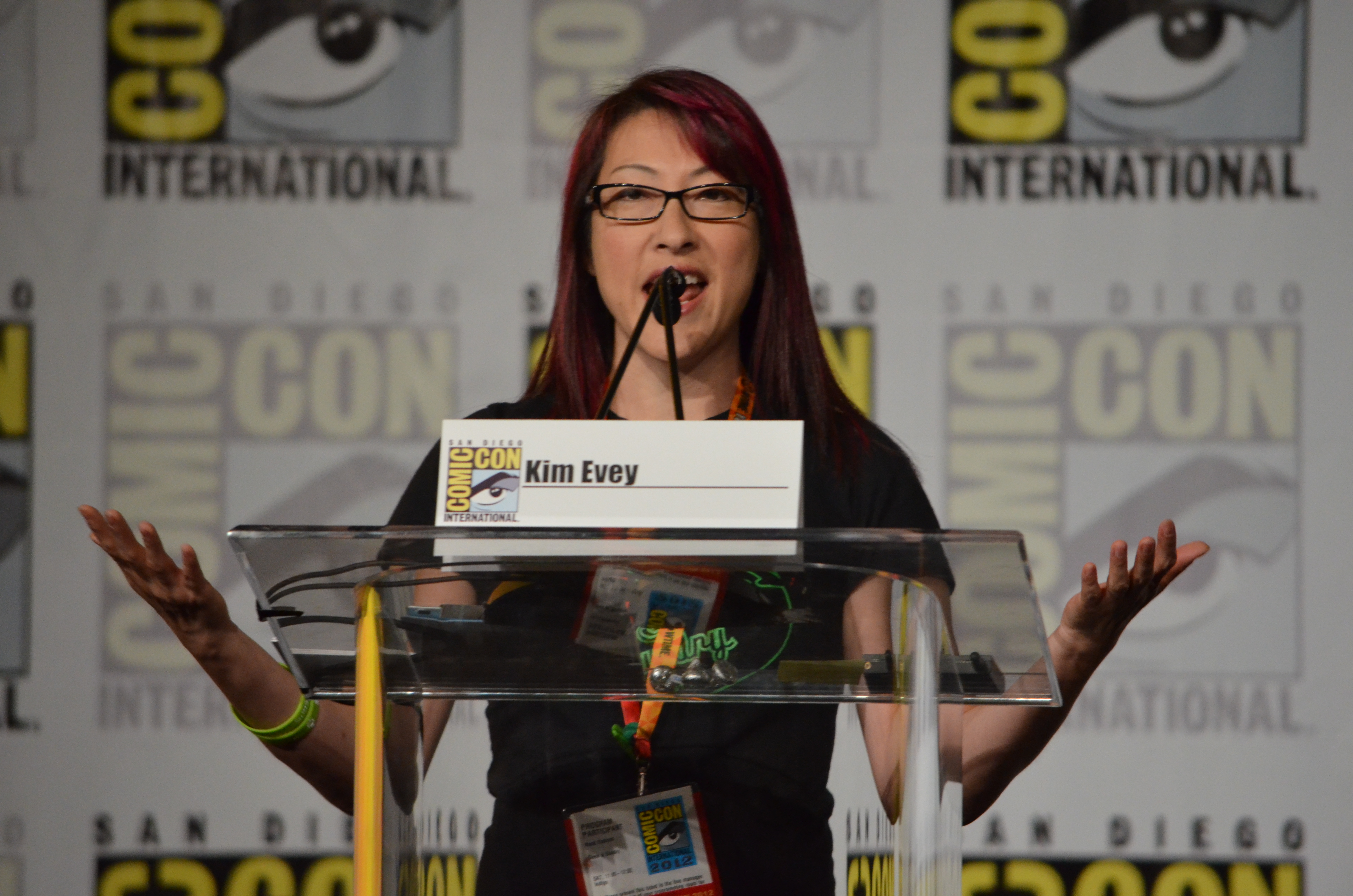
Kim Evey (2012)

## Leben und Karriere
Evey wurde in Südkorea geboren und im Alter von einem Jahr von einer US-amerikanischen Familie adoptiert. Nach mehreren Umzügen ließ ihre Familie sich letztlich in Albuquerque, New Mexico nieder.
Ihre Liebe fürs Schauspiel entdeckte sie bereits in der Highschool, blieb dieser auch im College treu und war nach ihrem Umzug nach Seattle im jungen Erwachsenenalter Gründungsmitglied der Improvisationstheater-Gruppe Kings’ Elephant Theater.
1984 war sie ein Mitglied der in den USA erfolgreichen Comedy Fernsehshow Almost Live!. Im Jahr 2000 zog sie dann nach Los Angeles, um dort ihre Schauspiel- und Autorenkarriere weiter voranzutreiben.
Es folgten zahlreiche Gastauftritte in Fernsehserien, beispielsweise Emergency Room, Crossing Jordan, OC California oder Boston Legal. Aber auch als Autorin und Produzentin machte sich Evey einen Namen. Im Jahr 2011 gründete sie zusammen mit ihren Freundinnen und Kolleginnen Felicia Day und Sheri Bryant die erfolgreiche Internet Produktionsfirma Geek & Sundry und wirkte dort auch als Autorin und Produzentin, beispielsweise bei der Brettspielshow Table Top mit Wil Wheaton, aber auch an der Webserie The Flog und der erfolgreichen Gaming Webserie The Guild als Produzentin mit, die als eine der ersten Webserien auf Youtube und einer der ersten Serien, die sich mit Onlinegaming befasste, eine Vorreiterrolle einnahm und den Youtube Video Award, den Yahoo! Video Award und den Streamy Award gewann. Danach folgten einige größere öffentliche Auftritte auf Veranstaltungen, sowohl als Gast als auch als Moderatorin, beispielsweise auf der weltweit größten Comicmesse, der San Diego Comic Con.
Bis heute ist sie sowohl am Theater, als auch als Comedian tätig. Seit 2004 ist sie mit dem Schauspieler und Regisseur Greg Benson verheiratet. Die beiden adoptierten einen Sohn.

## Filmografie (Auswahl)
- 2020 Station 19 (3x15)
- 2015 Kittens in a cage (1x04)
- 2008 Comedy Gumbo (2 Folgen)
- 2007 Journeyman (Folge 1x10)
- 2007 Shark (Folge 1x16)
- 2007 Boston Legal (2 Folgen)
- 2006–2009 Schatten der Leidenschaft (3 Folgen)
- 2005–2006 The OC (2 Folgen)
- 2005 Emergency Room (11x16)
- 2004 Crossing Jordan (3x02)
- 2004 JAG (10x09)
- 2003–2004 L.A. Dragnet (2 Folgen)
- 2002 Strong Medicine (2x01)
- 2001 Für alle Fälle Amy (2x18)

## Internetproduktionen (Auswahl)
- 2012–2013 The Flog (Webserie, Produzentin)
- 2012–2013 Table Top (Webserie, Produzentin)
- 2012 Sword & Laser (Webserie, Produzentin)
- 2007–2013 The Guild (Webserie, Produzentin)